# Clossiana amathusia
Clossiana amathusia är en fjärilsart som beskrevs av Eugen Johann Christoph Esper 1783. Clossiana amathusia ingår i släktet Clossiana och familjen praktfjärilar. Inga underarter finns listade i Catalogue of Life.